# Opius brunneiventris
Opius brunneiventris är en stekelart som beskrevs av Cresson 1872. Opius brunneiventris ingår i släktet Opius och familjen bracksteklar. Inga underarter finns listade i Catalogue of Life.